# Camp de Salzgitter-Bad
Le camp de Salzgitter-Bad est une unité de travail forcé dépendant du camp de concentration de Neuengamme, dont les déportées sont mises à la disposition d'entreprises reconverties dans la production d'armement.

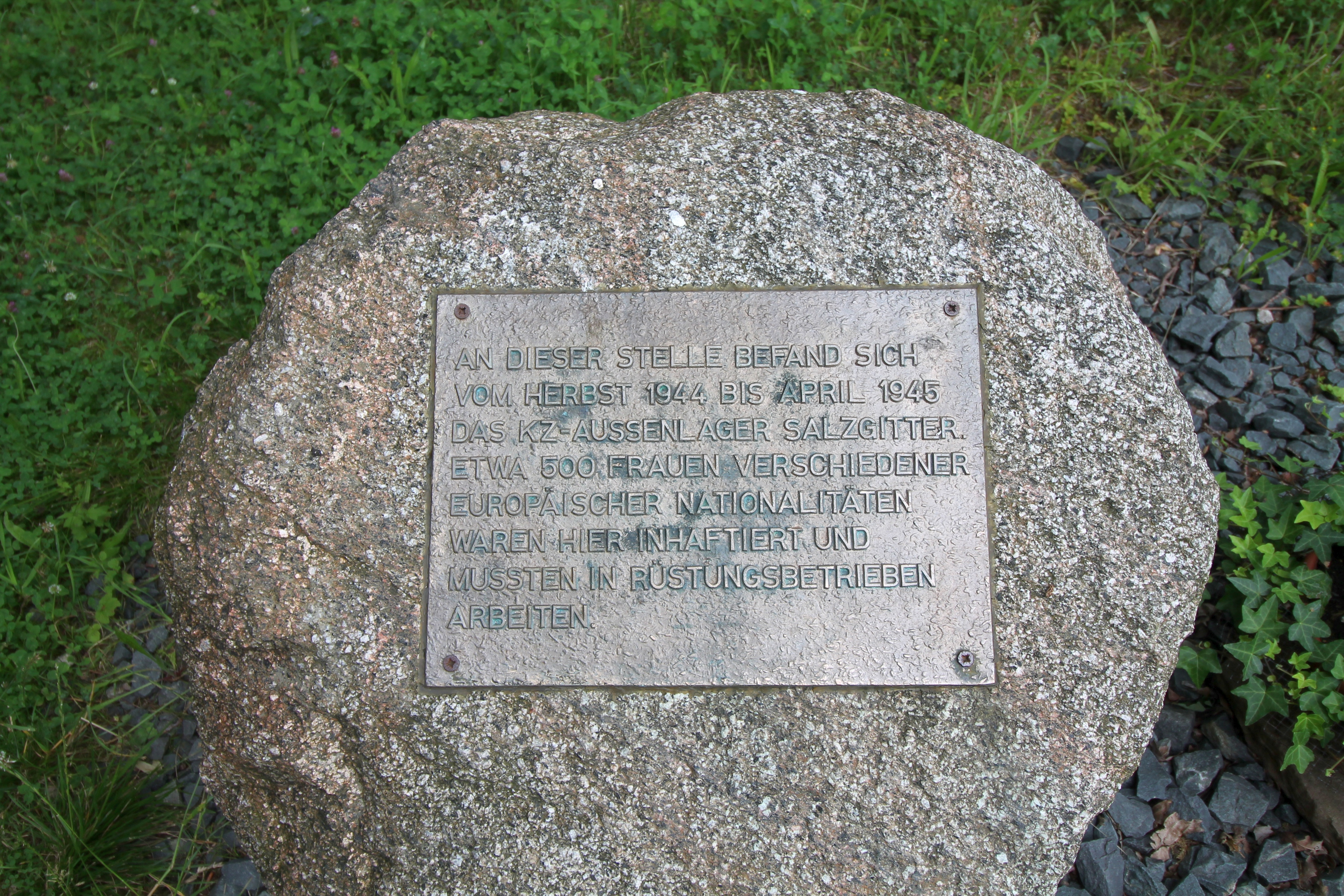
Pierre mémorielle sur l'ancien emplacement du camp de Salzgitter-Bad.

## Création
En septembre 1944, dans quatre baraquements d'un ancien camp de travailleurs à la périphérie sud de la ville de Salzgitter-Bad, au sud de Hambourg, la SS et les Reichswerke Hermann Göring installent un kommando de 500 femmes venues de Ravensbrück et de Bergen-Belsen via Neuengamme. Parmi elles, de nombreuses Polonaises arrêtées pendant l’insurrection de Varsovie.

## Travail forcé
Les déportées travaillent pour deux entreprises reconverties dans la production d’armement : la AG für Bergbau- und Hüttenbedarf (une filiale des Reichswerke Hermann Göring, initialement exploitation minière et métallurgie), et Kleineisenwerk Salzgitter (initialement articles de quincaillerie).
Les premières parcourent chaque jour à pied trois kilomètres en traversant la ville, encadrées par des surveillantes et des gardes SS.
Les secondes sont transportées en camion à travers la localité. Réparties en trois équipes, elles fabriquent des douilles d’obus et du matériel de guerre connexe.
Les déportées jugées inaptes au travail sont rapatriées sur Ravensbrück ou transférées dans d’autres kommandos extérieurs.
Malgré des conditions de vie et de travail extrêmement défavorables, seules quatre victimes du kommando sont répertoriées au cimetière de Jammertal à Salzgitter. 
Fin 1944, le camp est sous la responsabilité du SS-Untersturmführer Longin Bladowski.

## Evacuation et massacre de Celle
Le 7 avril 1945, la SS évacue le camp et transfère les femmes au Kommando Drütte. Elles sont alors embarquées dans un train avec les détenus hommes du camp de Drütte. 
Au soir du 8 avril, le convoi, stationné à côté d'un train de munitions et transportant 3 420 détenus, est touché par un bombardement américain en gare de Celle, à une vingtaine de kilomètres au sud de Bergen-Belsen. On estime que la moitié des déportés périssent dans l'explosion,.
Dans les heures et les jours qui suivent, les rescapés, dont la plupart se cachent dans la zone boisée de Neustädter Holz, sont pourchassés par les SS, la Wehrmacht, des pompiers, des miliciens et la population locale et les membres des organisations associées au parti nazi.

Un habitant de Celle qui avait 13 ans à l'époque, se souvenait en 1989 :

« ... des hommes en pantalons et vestes rayées gris-bleu, sautant dans les champs comme des lièvres, les SS et les Sa leur tirant dessus et tout à coup, comme dans une chasse aux lapins, des groupes de sept, huit, parfois un seul, parfois toute une bande débouchant des haies. »

— Témoignage de Wilhelm Sommer.
200 à 300 détenus sont ainsi abattus dans leur fuite. Le massacre est connu sous le nom de Celler Hasenjagd (chasse aux lapins de Celle).
Le 9 avril, alors que la chasse à l'homme continue, les 1 100 déportés qui ont été repris sont rassemblés dans un champ et une trentaine, accusés de pillage, sont exécutés sur place.
500 rescapés en état de marcher sont escortés à pied vers Bergen-Belsen, les traînards étant exécutés au bord de la route.
300 détenus, hommes et femmes, trop faibles pour marcher, sont abandonnés dans les baraquements de la Heidekaserne de Celle, où les survivants sont libérés le 12 avril par les troupes britanniques,,.
On ne sait pas combien de femmes du Kommando de Salzgitter-Bad ont survécu.

## Mémorial
Depuis 1995, une pierre rappelle la mémoire du kommando à la lisière de la forêt, sur un parking à l’emplacement de l’ancien camp.
Les victimes du massacre de Celle ont également un mémorial entre la gare et la ville de Celle.